# 創ったヒト
『創ったヒト』（つくったヒト）は、2009年11月7日から2010年9月25日までCS放送のアニメ専門チャンネル・アニマックスにて放送されていたトーク番組。

## 内容
- アニメ作品の制作に携わった関係者を招き、一般に知られていない裏話を聞くトーク形式の番組。前半の30分をトーク、後半の30分を出演作のアニメの特定の話を1本丸々放送している。ただし、アニメの放送がなく、60分丸々トークだった回も存在する。

## 放送リスト
| 放送日                   | テーマ                                                         | メインゲスト | サブゲスト | 放送作品 |
| ------------------------ | -------------------------------------------------------------- | ------------ | --- | --- |
| 2009年11月7日 - 11月28日 | -                                                              | 野沢雅子     | 7日：草尾毅、14日：辻真先、21日：松本零士、28日：肝付兼太                                                        | 7日：ドラゴンボールZ 251話「合体超人誕生!!その名はゴテンクス」 14日：墓場鬼太郎 1話「鬼太郎誕生」 21日：銀河鉄道999 1話「出発のバラード」 28日：銀河鉄道999 19話「ざんげの国」                     |
| 2009年12月5日 - 12月26日 | ONE PIECE（5日のみ）                                           | 田中真弓     | 5日：山口勝平・田中公平、12日：古川登志夫 19日：浦沢義雄、26日：高乃麗                                           | 12日：ドラゴンボールZ 215話「どうしたピッコロ!!まさかの不戦敗」 19日：とっても!ラッキーマン 1話「かまきり星人でラッキー!」 26日：とっても!ラッキーマン 13話「芸術星人でラッキーのつづき!」         |
| 2010年1月9日 - 1月30日   | マクロスF（9日-23日） 天空のエスカフローネ（30日）             | 河森正治     | 9日：中村悠一・中島愛、16日：江端里沙、23日：吉野弘幸、30日：関智一                                              | - |
| 2010年2月6日 - 2月27日   | 美少女戦士セーラームーン（6日・13日） ケロロ軍曹（23日・30日） | 佐藤順一     | 6日：三石琴乃、13日：幾原邦彦、20日：渡辺久美子、27日：山口宏                                                    | - |
| 2010年3月6日 - 3月13日   | 逆境無頼カイジ                                                 | 福本伸行     | 6日：佐藤雄三、13日：佐藤雄三・萩原聖人                                                                          | - |
| 2010年3月20日 - 3月27日  | デトロイト・メタル・シティ                                     | 長濵博史     | 20日：岸尾だいすけ・小林愛、27日：山本はるきち                                                                   | - |
| 2010年4月3日 - 4月24日   | -                                                              | 諏訪道彦     | 3日：山口勝平、10日：柏原寛司、17日：山本泰一郎、24日：隅沢克之・山口勝平                                        | 3日：名探偵コナン 167話「四回殺された男」 10日：名探偵コナン 143話「遊園地バンジー事件」 17日：名探偵コナン 134話「SOS!歩美からのメッセージ」 24日：犬夜叉 1話「時代を越えた少女と封印された少年」 |
| 2010年5月8日 - 5月15日   | アニソンスペシャル                                             | 水木一郎     | 8日：渡辺宙明・八木仁・永井豪（VTR出演） 15日：八木仁・喜多修平・佐咲紗花・坂本彩・瀬口かな・永井豪（VTR出演）   | - |
| 2010年5月22日 - 5月29日  | -                                                              | 関智一       | 22日：川澄綾子、29日：今千秋                                                                                     | 22日：のだめカンタービレ 1話「Lesson 1」 29日：のだめカンタービレ 巴里編 2話「Leçon 2」 |
| 2010年6月5日 - 6月26日   | 宇宙ショーへようこそ                                           | 舛成孝二     | 5日：落越友則、12日：黒沢ともよ・生月歩花・松元環季・吉永拓斗・鵜澤正太郎、19日：okama、26日：武内志保・小倉一男 | 5日：R.O.D -THE TV- 1話「紙は舞い降りた」 12日：かみちゅ! 1話「青春のいじわる」 19日：かみちゅ! 2話「神様お願い」 26日：宇宙ショーへようこそ（冒頭22分）                                           |
| 2010年7月3日 - 7月10日   | -                                                              | 大塚周夫     | 3日・10日：野沢雅子                                                                                              | 3日：墓場鬼太郎 2話「夜叉対ドラキュラ四世」 10日：墓場鬼太郎 6話「水神様」 |
| 2010年7月17日 - 7月24日  | -                                                              | 池田秀一     | 17日：森功至、24日：銀河万丈                                                                                     | 17日：機動戦士ガンダム 10話「ガルマ散る」 24日：機動戦士ガンダム 42話「宇宙要塞ア・バオア・クー」                                                                                                  |
| 2010年7月31日（傑作選）  | -                                                              | 野沢雅子     | 草尾毅、辻真先、松本零士、肝付兼太                                                                               | - |
| 2010年8月7日（傑作選）   | -                                                              | 田中真弓     | 山口勝平、田中公平、古川登志夫、浦沢義雄、高乃麗                                                                 | - |
| 2010年8月14日（傑作選）  | -                                                              | 関智一       | 河森正治、川澄綾子、今千秋                                                                                       | - |
| 2010年8月28日（傑作選）  | -                                                              | 河森正治     | 中村悠一、中島愛、吉野弘幸、江端里沙                                                                             | - |
| 2010年9月4日 - 9月11日   | REDLINE                                                        | 小池健       | 4日・11日：木村大助・石井克人（VTR出演）                                                                         | 4日：TRAVA-FIST PLANET episode1・2 11日：TRAVA-FIST PLANET episode3・4 |
| 2010年9月18日 - 9月25日  | -                                                              | 神谷明       | 18日：古川登志夫、25日：千葉繁                                                                                   | 18日：北斗の拳 22話「第一部完結 ユリア永遠に…そしてシンよ!」 25日：北斗の拳 82話「聖帝サウザー!お前は愛深きゆえに愛におぼれる!!」                                                                  |

## スタッフ
- 制作著作：アニマックス

## ネット局・放送時間
| 放送地域 | 放送局       | 放送系列 | 放送期間                      | 放送日時                 | 備考                            |
| -------- | ------------ | -------- | ----------------------------- | ------------------------ | ------------------------------- |
| 日本全域 | アニマックス | CS放送   | 2009年11月7日 - 2010年9月25日 | 土曜 23時00分 - 24時00分 | 翌 日曜20時よりリピート放送あり |